# Căzănești, Hunedoara
Căzănești este un sat în comuna Vața de Jos din județul Hunedoara, Transilvania, România.

## Monumente istorice
- Biserica de lemn „Pogorârea Sfântului Duh”

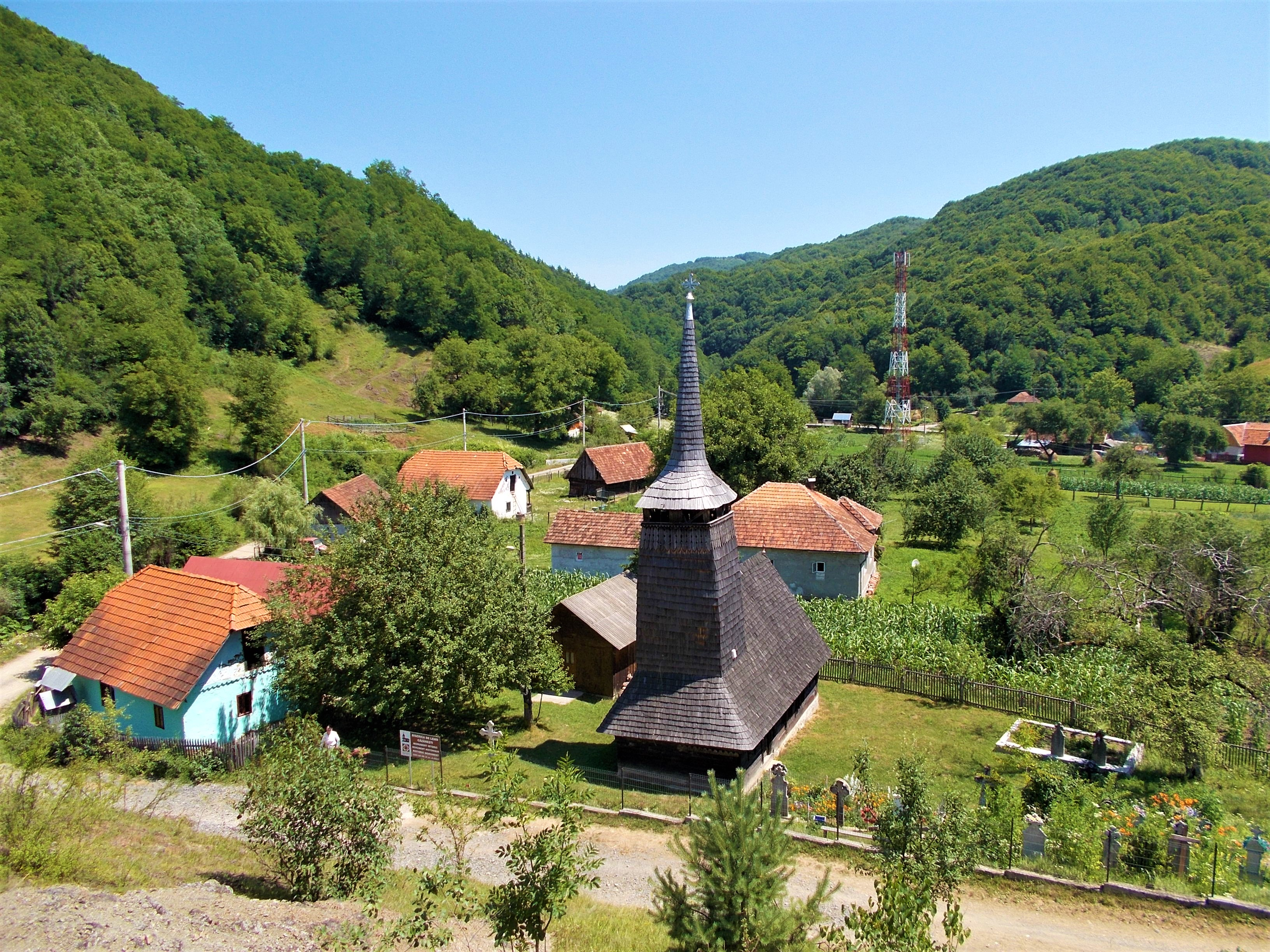
Căzănești, Hunedoara